# Togrul Beg
Togrul Beg (Tuğrul Bey in het Turks) (circa 990 – Ray (Perzië), 4 september 1063) was de stichter van de Seltsjoeken-dynastie. De toevoeging Beg of Bey is het Turkse woord voor leider.
Togrul verenigde Oguzen, een steppevolk uit de Koeman-Kiptsjak confederatie en leidde hen naar de verovering van oostelijk Iran. Na de verovering van Perzië en de hoofdstad van de Abbasiden, Bagdad, in 1055, stichtte hij het Seltsjoekenrijk. Togrul degradeerde de Abbasidische kaliefen tot marionetten en nam hun legers over voor de oorlog tegen het Byzantijnse Rijk en het Kalifaat van de Fatimiden met het idee de islamitische wereld te verenigen en uit te breiden.

## Carrière
Togrul kwam aan de macht in 1016. In 1025 diende hij, samen met zijn neef Arslan en zijn broer Chaghri (Çağrı), bij de Karachaniden uit hedendaags Oezbekistan, die waren verslagen door de Ghaznaviden onder leiding van Mahmud van Ghazni. Togrul moest vluchten naar Chorasmië, terwijl Arslan ging wonen in Khorasan. Toen hun oom door Mahmud werd verdreven uit Khorasan, vielen Togrul en zijn broer Khorasan binnen en veroverden de steden Merv en Nisjapoer in 1028-1029. Daarna breidden zij hun aanvallen uit naar Buchara en Balch, in 1037 plunderden ze de stad Ghazni, waarna hij in 1038 werd gekroond tot sultan in Nisjapoer.
In 1040 wonnen ze de beslissende slag tegen de Ghaznaviden onder leiding van Mahmuds zoon, Mas'ud I, die nu zijn westelijke provincies moest verlaten en zich terug moest trekken naar Lahore. Togrul installeerde Chaghri op de troon van Khorasan om een herovering van de Ghaznaviden tegen te gaan, waarna hij grote delen van Iran veroverde (1040-1044).
In 1045 sloot hij met keizer Constantijn IX Monomachos een overeenkomst over de regio Georgië - Armenië.
In 1055 deed de kalief van de Abbasiden (Al-Qa'im) een oproep om de Boejiden te verdrijven uit Bagdad. De Seljuken en de Mammelukken (in opdracht van de Fatimiden) voelden zich geroepen. Een opstand onder de Turkse troepen onder leiding van zijn pleegbroer Ibrahim Yinal gaf de gelegenheid aan de Fatimiden de stad te veroveren. Twee jaar laten versloeg Togrul de opstand en veroverde Bagdad. Hierna trouwde hij met de dochter van kalief Al-Qa'im.

## Opvolging
Hij overleed kinderloos in Ray in het huidige Iran en had zijn neef Suleiman aangewezen als opvolger. Arslan en de beide zonen van Chagri streefden ook naar opvolging, maar slaagden daarin niet. Kutalmish, zijn neef, die een belangrijke rol had gespeeld tijdens zijn campagnes, deed ook een gooi naar de macht, maar ook hij werd niet verkozen. Arslan versloeg Kutalmish en volgde ten slotte op 27 april 1064 Togrul op.